# Legio III Gallica

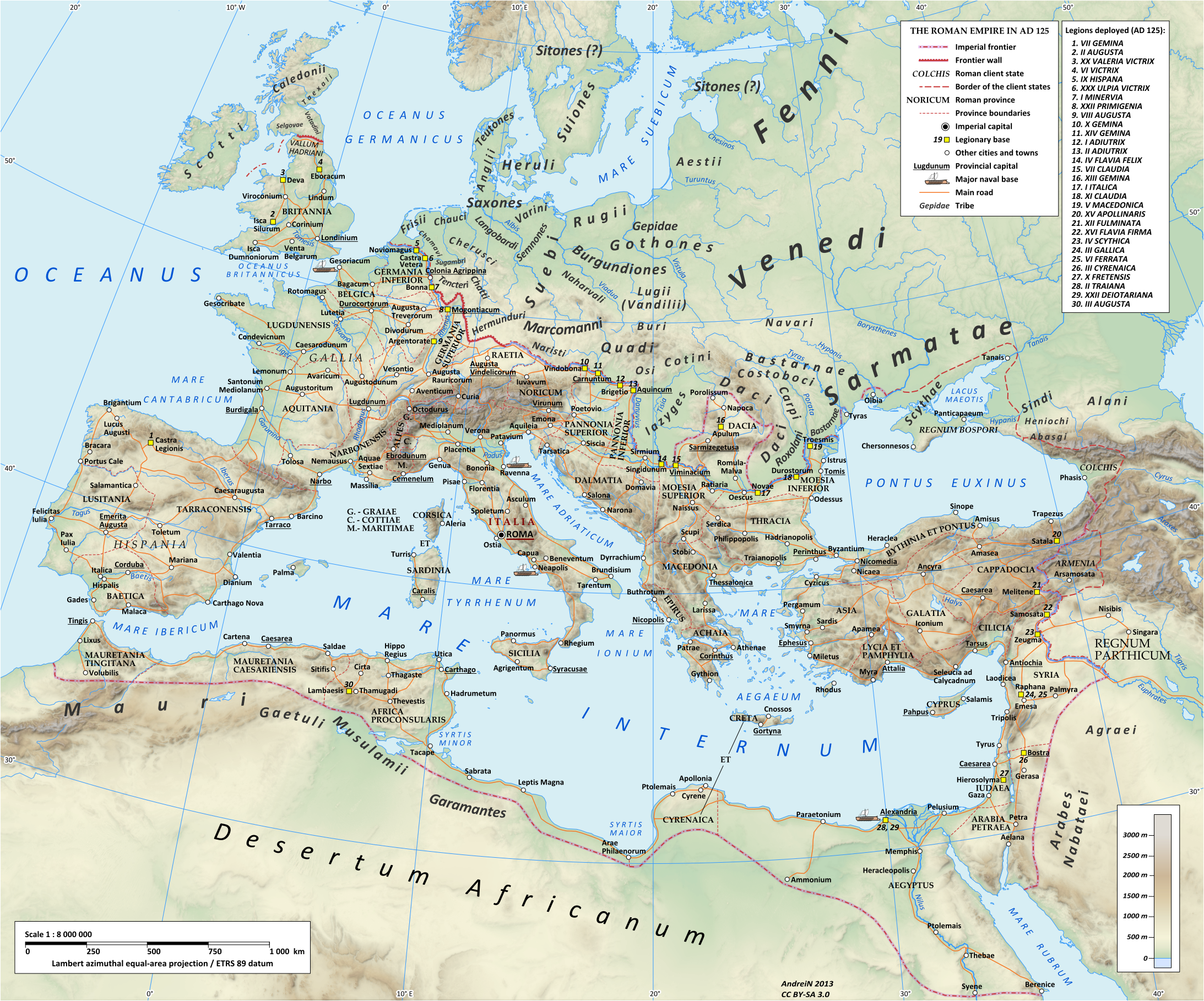
Bản đồ của đế quốc La Mã vào băm 125 CN, dưới thời hoàng đề Hadrian, Legio III Gallica,đóng quân tại Raphana (Abila, Jordan), ở tỉnh Syria từ năm 30 TCN tới thế kỉ thứ 5

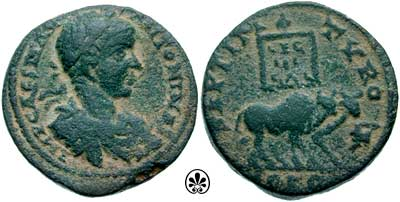
Hai con bò, biểu tượng của III Gallica, cùng với cờ hiệu của quân đoàn LEG III GAL. Tiền xu của Elagabalus, ông đã trở thành hoàng đế nhờ sự ủng hộ quýêt định của quân đoàn này.

Legio tertia Gallica (quân đoàn Gallia thứ ba) là một quân đoàn La Mã được thành lập bởi Julius Caesar vào khoảng năm 49 trước Công nguyên, nó được sử dụng cho cuộc nội chiến của ông chống lại phe cộng hòa bảo thủ đứng đầu là Pompey. Một giả thuyết được đưa ra cho tên gọi Gallica của nó là việc tuyển quân ban đầu đến từ tỉnh Gaul của La Mã. Quân đoàn vẫn còn hoạt động ở Ai Cập trong những năm đầu thế kỷ thứ 4. Biểu tượng của quân đoàn là một con bò.
Quân đoàn đã tham gia tất cả các chiến dịch của Julius Caesar chống lại kẻ thù của ông, bao gồm cả các trận Pharsalus và Munda. Sau cái chết của Caesar, III Gallica được hợp nhất vào quân đội của Marcus Antonius, thành viên của chế độ tam hùng lần thứ hai, và tham gia các chiến dịch của ông chống lại người Parthia. Họ cũng có mặt trong vào quân đội của Fulvia và Lucius Antonius (vợ và em trai của Antonius) để chống đối Octavian, nhưng kết thúc với việc đầu hàng tại Perugia, trong mùa đông năm 41 trước Công nguyên. Sau trận Actium và Antonius tự sát, III Gallica đã được phái đến phía Đông một lần nữa, nơi họ đồn trú ở tỉnh Syria.
III Gallica được sử dụng trong chiến dịch chống lại Parthia của tướng Gnaeus Domitius Corbulo nhằm giành quyền kiểm soát Armenia (58-63). Sau này, III Gallica được chuyển tới tỉnh Moesia bên sông Danube.
Trong năm tứ hoàng đế, năm 69, quân đoàn và phần còn lại của quân đội ở khu vực sông Danube, đầu tiên đứng về phe với Otho, sau đó với Vespasianus. Họ là tác nhân chính trong thất bại cuối cùng của Vitellius trong trận Bedriacum lần thứ hai và sự kế vị ngai vàng của nhà Flavia. Quân đoàn trong thời gian phục vụ của mình tại Syria đã phát triển tục lệ chào mặt trời mọc, và khi bình minh lên tại Bedriacum họ quay về phía đông để làm như vậy. Phe Vitellius nghĩ rằng họ đang chào đón quân tiếp viện từ phía đông và đã mất tinh thần. Trong những năm này, một trong những quan bảo dân quân đội của III Gallica là Pliny trẻ.
Sau khi cuộc nội chiến này, quân đoàn một lần nữa được phái đến Syria, họ đã chiến đấu chống lại cuộc khởi nghĩa ở Judea trong thế kỷ thứ 2. Họ cũng tham gia vào các chiến dịch của Lucius Verus (161-166) và Septimius Severus (197-198) chống lại đế chế Parthia, nhưng không có thành công nào đáng chú ý.
III Gallica đóng một vai trò trung tâm vào đầu triều đại của Elagabalus. Năm 218, dưới triều đại Macrinus, Julia Maesa đã đi tới Raphana, Syria, nơi mà quân đoàn đã đóng quân ở đó dưới sự chỉ huy của P. Valerius Comazon Eutychianus. Bà đã hào phóng ban tặng cho các quân đoàn, mà đổi lại tuyên bố cháu trai của Julia Maesa, Elagabalus mới mười bốn tuổi, là hoàng đế vào buổi bình minh của ngày 16 tháng 5. Ngày 08 tháng 6, năm 218 gần Antioch, Gannys, gia sư của Elagabalus, đã đánh bại Macrinus và con trai của ông, với sự giúp đỡ của III Gallica cùng quân đoàn khác của phương Đông. Valerius Comazon tham gia vào triều đình của Elagabalus, trở thành chỉ huy của Lực lượng cận vệ Hoàng đế và chấp chính quan trong năm 220.
Năm 219, quân đoàn, vốn kiệt sức bởi sự thái quá của Elagabalus, đã quay ra ủng hộ vị tướng của mình, nguyên lão Verus, người đã tự xưng hoàng đế. Elagabalus sau đó hành quyết Verus, và phân tán quân đoàn. Quân đoàn đã bị đổi tên thành III Augusta, và nó đóng quân ở các tỉnh châu Phi. Tuy nhiên, vị hoàng đế tiếp theo, Alexander Severus, tái lập lại quân đoàn và tái triển khai nó trở lại Syria.
Những ghi chép về III Gallica sau đó trở nên hiếm hoi. Ít thông tin về nơi ở của quân đoàn, nhưng, vào năm 323, họ vẫn còn ở Syria.
Một trong những thành viên đáng chú ý của III Gallica là đội trưởng Lucius Artorius Castus.